# Bürg-Vöstenhof
Bürg-Vöstenhof est une commune autrichienne du district de Neunkirchen en Basse-Autriche.